# Лунка-Ларге (Околіш, Алба)
Лунка-Ларге (рум. Lunca Largă) — село у повіті Алба в Румунії. Входить до складу комуни Околіш.
Село розташоване на відстані 312 км на північний захід від Бухареста, 51 км на північ від Алба-Юлії, 31 км на південний захід від Клуж-Напоки.

## Населення
За даними перепису населення 2002 року у селі проживали 88 осіб, усі — румуни. Усі жителі села рідною мовою назвали румунську.